# Valdastico
Valdastico är en kommun i provinsen Vicenza i regionen Veneto i Italien. Kommunen hade 1 266 invånare (2018).